# よしととひうた
よしととひうたは、子どもたちが歌って踊れる新感覚紙芝居、紙芝居作家/紙芝居師「よしと」とソングライター「ひうた」の二人組による紙芝居と音楽のコラボレーショングループ。
島根県松江市在住。

## 特徴
よしとのこどもへの優しい語り口、覚えやすい曲にわかりやすい歌詞がつき、簡単な振り付けで観客一体となって紙芝居が演じられる。

紙芝居の絵はよしとのオリジナル。アクリル絵の具で１話10枚〜20枚で構成。ライブで使用する絵は、写しがほとんどであるが仕掛けものは原画を使用している。

音楽は、作曲と演奏をひうたが担当しライブではギターとハーモニカを演奏。よしとが鳥笛やハーモニカを担当する作品もある。

紙芝居のスタイルは、物語もの、クイズもの、仕掛けものなどある。
物語スタイルでは「あらい家」シリーズ三部作、たこはちとイカくんシリーズ四部作、長編作品など。クイズは人気の「チラチラクイズ」「三択シリーズ」がある。仕掛けものは、「スルスルスルスル」「ヒラケーノ」など。また全く語りのないインスツルメントもある。

## 来歴
ひうたは、 京都の大学時代に友人が弾いていたギターの音色に感動してバンド活動をはじめ卒業後解散し地元大根島で仕事に就く。

よしとは、専門学校を卒業後に画家を目指し、 友人に「作風が絵本みたい」と言われたのをきっかけに2005年絵本の世界に飛び込み個人出版と個展を積み重ねる。

2006年、県内で松江市内での絵画展でたまたま手伝っていたひうたに声を掛けたのが出会い。当時のユニット「どんぐりこ」出版記念の「ねずこうとケポンの実」原画展でよしとの読み聞かせに合わせてひうたが演奏したのが、二人での紙芝居の最初である。

2014年5月には初の海外となるカンボジアでライブをおこなう。

2014年11月、カラコロ工房で通算1,000ステージ目のライブを行う。

同郷のロケットくれよんとの交流が深い。

2015年9月より、よしとの健康不良のためライブ活動を休止中。
その後、よしとは「よしとの紙芝居」として、ひうたは「マイトリー」として新たに活動中。
よしとの紙芝居「https://www.tukuru.biz/」

## 主な作品

### 紙芝居
- ねずこうとケポンの実　(2006年第一作)
- ぼくのメロディー
- キラキラの街
- カム　モグ　ムシャ(たこはちとイカくん)
- ぼくもたのしいあそびしってるよ
- あのねのね
- たこはちとイカくん
- たこはちとイカくん　みちとのそうぐう
- たこはちとイカくん　不思議な楽器ピプペット
- チラチラクイズ
- もぐもぐの森
- 太陽と旅するモミー
- いったいなにをしているの？
- ふるふさと
- あらいけの食卓
- ハミガキヨロシク！
- パナシノハナシ
- デハニ
- まめまめ　ちょめちょめ
- ほらっ　はっぴーす
- ヒラケーノ
- タコヤキ島のノコタロウ
- 三択森林
- 三択神話
- ぺったりポンタ
- ベイビィベイビィ
- 君にふれると
- 君に会いに行こう
- ぐるんぱ
- だ～れがきた　だ～れがきた？
- 三択島根

(順不同)

### 出版
- もぐもぐの森（2010年11月）
- たこはちとイカくん(上)	　(2008年5月)
- たこはちとイカくん(下)	 (2009年6月)
- あらいけのしょくたく (2011年11月)
- ハミガキヨロシク！ (2012年8月)
- KAMISHIBAI Carnival(ピアノ譜) (2012年9月)
- パナシノハナシ (2013年6月)
- デハニ (2013年10月)
- まめまめちょめちょめ (2014年4月)
- ほらっ　はっぴーす (2014年8月)
- ほらっ　はっぴーす　ぬりええほん（2014年9月）

### CD
- ポノポ よしととひうたの音楽会
- Pianowa(インストゥルメンタル)
- 紙芝居フェスタ「KAMISHIBAI FESTA」

## メディア

### TV出演
- 日本テレビ「「遠くへ行きたい」」(2011年6月12日)
- BS日テレのドキュメンタリー番組「キズナのチカラ」(2011年11月17日)
- FNS近畿中四国6局共同制作番組「平成ご当地偉人伝!〜この人物がスゴイぜよ〜」(2012年12月８日)
- テレビ東京「虎ノ門市場スペシャル　春の山陰　２泊３日のグルメ旅」(2014年4月19 日)
- 山陰中央テレビ「TSKスーパーニュース」 (2014年2月4日)
- NHK広島放送局「ひるまえ直送便」(2014年5月8日)
- 山陰中央テレビ「情報広場もっと×もっとしまね」ナビゲーター(2014年4月〜)
- 山陰ケーブルビジョン「キラリのひと」(2014年4月17日)

### CM
- 島根県民共済
- HondaCars松江

### 雑誌
- さんいんキラリ 2012年 03月号
- 新幼児と保育 2013年２月号(小学館)
- こどもちゃれんじ　2014年8月号(よしと)

### そのほか
- ＪＡいずもコラボ商品「よしととひうたのカレースープ」